# Franz Joseph Esser

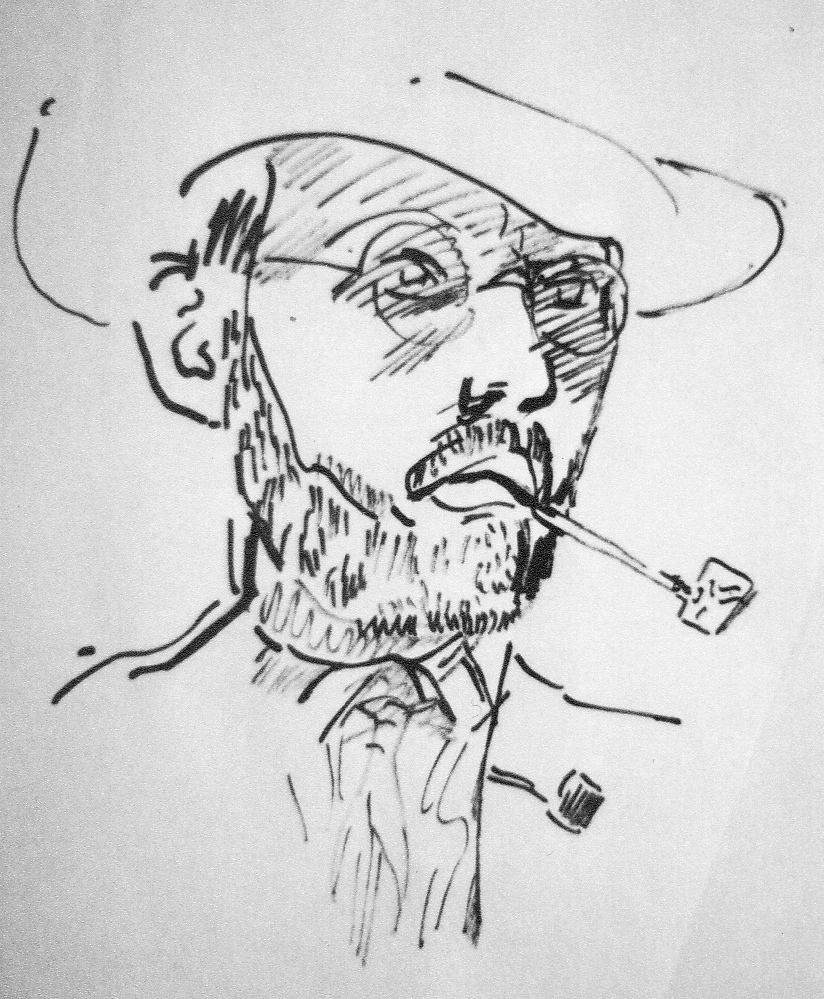
Franz Joseph Esser: Selbstporträt mit Pfeife, Tuschfeder auf Zeichenpapier, ca. 1929

Franz Joseph Esser (* 16. Januar 1891 in Köln; † 18. Juni 1964 in Seefeld, Oberbayern) war ein deutscher Maler, Aquarellist, Karikaturist, Zeichner und Grafiker, der den Kölner Progressiven nahe stand.

## Familie
Er war Sohn des Kölner Schuhmachermeisters Franz Anton Hubert Esser (1857–1940) und dessen Ehefrau Anna Maria (1867–1936), geborene Menné. Am 28. Oktober 1933 heiratete er Hedwig Maria Hubertine Schuler (1900–1945), genannt „Hetty“, das jüngste von elf Kindern des Kölner Kaufmanns Karl Heinrich Hubert Schuler (1849–1912) und der Hedwig Caroline Louise (1852–1938), geb. Welter. Die Mutter seiner Ehefrau war die Tochter des Kölner Historienmalers Michael Welter. Aus der Ehe von Franz Joseph und Hetty Esser gingen zwei Kinder hervor, Hedwig Mechtild (* 1935) und Franz Martin (* 1939). Nach dem frühen Tod seiner ersten Ehefrau heiratete er 1950 Liselotte Backhaus, geborene Schlüter.

## Ausbildung
1907, als 16-jähriger Schüler, begann Esser mit dem Malen von Ölbildern. Im Jahr 1910 legte er das Reifezeugnis am Königlichen Kaiser-Wilhelm-Gymnasium in Köln ab. Im Anschluss studierte er bis 1914 Kunstgeschichte an der Rheinischen Friedrich-Wilhelms-Universität in Bonn bei Paul Clemen, an der Friedrich-Wilhelms-Universität in Berlin und an der Ludwig-Maximilians-Universität in München bei Heinrich Wölfflin. An den Universitäten belegte er auch Zeichen- und Modellierkurse, in denen er auf Max Ernst traf. Im Jahr 1912 unternahm er eine Studienreise nach Konstantinopel. Im Anschluss an sein Studium war er als Volontär in der Königlichen Hofglasmalerei Bockhorni in München beschäftigt. Zu Beginn seiner Studienzeit in Bonn wurde er 1910 Mitglied der katholischen Studentenverbindung Novesia Bonn und mit dem Wechsel nach Berlin 1911 ebenfalls Mitglied der katholischen Studentenverbindung Bavaria Berlin.

## Kriegsdienst
Zu Beginn des Ersten Weltkrieges im August 1914 meldete sich Esser als Kriegsfreiwilliger. Er war zunächst an der Westfront an der Somme und in den Vogesen eingesetzt, später an der Ostfront in Galizien und Rumänien, wo er 1917 in russische Kriegsgefangenschaft geriet. Seine folgende Odyssee durch verschiedene Lager in Sibirien (Chabarowsk, Kansk) und eine langwierige Heimreise durch die Mandschurei lässt sich bis heute anhand zahlreicher Skizzen nachempfinden, die er angefertigt hatte. Über Wladiwostok kehrte er auf dem Seeweg nach Deutschland zurück.

## Berufliche Entwicklung
Nach seiner Rückkehr suchte er 1921/22 zunächst Anschluss an Berliner Künstlerkreise und wurde Mitglied der sich bald wieder auflösenden „Kommune“, an deren 1. und 2. Manifest er sich zusammen mit Otto Freundlich und Raoul Hausmann beteiligte. Zwischen 1922 und 1925 hielt er sich bei oder in der Nähe seiner Eltern in Unkel auf. Von dort aus unternahm er mehrere Reisen nach Prag.
Ab 1926 wohnte er vorwiegend in Köln, wo er von Hetty Schuler, seiner späteren Ehefrau, mehrere Porträts – ein Litho und drei Bleistiftzeichnungen – anfertigte. Im selben Jahr gründete er zusammen mit Peter Abelen (1884–1962) und Peter Hecker die Vertriebsgemeinschaft Der Kunstsammler. In den Jahren bis 1933 entstanden seine engen Kontakte zur Gruppe Kölner Progressive, wo er mit Gerd Arntz, Hannes Maria Flach, Marta Hegemann, Heinrich Hoerle, Franz W. Seiwert und Luise Straus-Ernst bekannt wurde.
Studienaufenthalte führten ihn zwischen 1927 und 1929 von Köln aus nach Istanbul und Paris, wo er sein Werk in Einzelausstellungen präsentierte. 1928/29 erwarb das Kölner Wallraf-Richartz-Museum mehrere Werke Essers. 1929 beteiligte er sich gemeinsam mit Adolf Schleicher an einer Doppelausstellung im Kölner Kunstsalon Dr. Becker & Newman.
Zwischen 1930 und 1933 arbeitete er nebenberuflich als Pressezeichner für die Kölnische Zeitung, um für die Bäderbeilage „Die Reise“ Berichte zu verfassen und zu illustrieren. Um 1930/31 widmete er Hetty Schuler das abstrakte Ölgemälde „Der Tennisspieler“. 1932 schloss er sich zusammen mit Heinrich Maria Davringhausen, Peter Hecker, Heinrich Hoerle, Anton Räderscheidt und Franz W. Seiwert der Gruppe 32 an, die sich nach der Machtabtretung an die Nationalsozialisten auflösen musste. Obwohl politisch eher links orientiert, trat Esser zum 1. Mai 1933 der NSDAP bei (Mitgliedsnummer 2.139.751). 1934 zog er mit seiner Ehefrau nach München, wo er bis 1945 als Karikaturist für die Süddeutsche Sonntagspost und die Münchner Neuesten Nachrichten tätig war.
Etwa zwischen 1936 und 1938 schuf er die Karikatur „Hitler als Wolf“. 1937 wurden im Rahmen der deutschlandweiten konzertierten Aktion Entartete Kunst drei seiner Werke im Wallraf-Richartz-Museum beschlagnahmt und vernichtet. Zu den konkreten Gründen dafür fehlen  Informationen.
In den Jahren 1943 bis 1947 entstanden zahlreiche seiner Landschaftsaquarelle und -tuschzeichnungen, während er zwischen 1945 und 1950 im Rahmen des Wiederaufbaus eine Reihe schon aus Kostengründen formal reduzierter Glasfensterentwürfe erstellte. Drei davon wurden in der Franz Mayer’schen Hofkunstanstalt in München gefertigt. In seinem Entnazifizierungsverfahren wurde er von der Spruchkammer München-Land am 11. Mai 1948 mit einem dreijährigen Berufsverbot als Karikaturist belegt. Doch schon ab 1949 bis 1964 war er bei den Nürnberger Nachrichten wieder als Karikaturist tätig. Nebenbei beschäftigte er sich in begrenztem Umfang wieder mit abstrakter Ölmalerei. Ab 1958 rückten Entwürfe zu Buchillustrationen in den Vordergrund seines Schaffens.
Esser wurde in Gräfelfing bestattet.

## Œuvre
Zwischen 1908 und 1964 war Franz Esser ununterbrochen als Maler oder Karikaturist künstlerisch tätig. Seine Werke umfassen Aquarelle, Tusch-, Bleistift-, Farbstift- und Kohlezeichnungen, Lithographien, Holzschnitte, Radierungen, Ölbilder, Glasfenster-Entwürfe (davon 3 ausgeführt), Karikaturen sowie Illustrationen von Reiseberichten und Kinderbüchern.
Bevorzugt bearbeitete Themen waren Landschaften, Porträts, Selbstporträts (bisher 18 Stück bekannt), Akte, Tierstudien, Stillleben, abstrakte Kompositionen sowie religiöse und politische Themen.
Die Graphische Sammlung des Museums Ludwig in Köln verfügt über sechs Werke Franz Joseph Essers, im Karikatür Müzesi (= Karikaturenmuseum) in Istanbul werden zwei seiner Karikaturen verwahrt und im Stadtarchiv Unkel befinden sich fünf seiner druckgrafischen Arbeiten. Alle übrigen Werke befinden sich in Privatbesitz.
Der schriftliche Nachlass des Künstlers, der auch eine große Anzahl Skizzen und Karikaturen beinhaltet, befindet sich im Rheinischen Archiv für Künstlernachlässe in Bonn.

## 1937 als „entartet“ aus dem Wallraf-Richartz-Museum beschlagnahmte und zerstörte Werke
- Badende (Aquarell)
- Musikstillleben (Aquarell)
- Weiblicher Halbakt (Aquarell)

## Ausstellungen
- 1921 – Unkel am Rhein: Verkaufsausstellung im Hotel Schulz mit mehr als 259 Exponaten
- 1926 – Köln: Gemeinschaftsausstellung im Kölnischen Kunstverein
- 1927 – Konstantinopel: Einzelausstellung in der Teutonia, 50 Exponate[16]
- 1927 – Köln: Einzelausstellung im Kölnischen Kunstverein[17][18][19]
- 1928 – Jena: Doppelausstellung zusammen mit Werner Burri im Kunstverein Jena, 12. Februar bis 11. März 1928, Aquarelle aus Konstantinopel
- 1928 – Köln: Gemeinschaftsausstellung „Kölner Kunst 1928“, Kölnischer Kunstverein, 2 Exponate
- 1928 – Paris: Einzelausstellung in der Galerie „Fermé la Nuit“, Quai de l’Horloge, 3. bis 27. Oktober 1928, 34 Exponate, Katalog
- 1929 – Köln: Gemeinschaftsausstellung „Deutscher Künstlerbund 1929“, Staatenhaus, Mai – September 1929, 1 Exponat, Katalog
- 1929 – Köln: Ausstellung zusammen mit Adolf Schleicher im Kunstsalon Dr. Becker & Newman
- 1929 – Berlin: Juryfreie Kunstschau Berlin, mehr als vier Exponate, Katalog
- 1930 – Köln: Beteiligung an der „Ausstellung Kölner Künstler 1930“ im Kölnischen Kunstverein, 2 Exponate, Katalog
- 1930 – Berlin: Beteiligung an der „Freie Kunstschau“
- 1931 – Köln: Gemeinschaftsausstellung zusammen mit Heinrich Maria Davringhausen, Franz W. Seiwert und Heinrich Hoerle im Kölnischen Kunstverein
- 1932 – Düsseldorf: Düsseldorf-Münchener Kunstausstellung im Kunstpalast, 14. Mai bis 31. August 1932, 1 Exponat
- 1949 – Unkel am Rhein: Einzelausstellung Villa Hattingen, ca. 170 Exponate, vorwiegend Aquarelle
- 1994 – München: Einzelausstellung „Franz Esser – Die Kölner Progressiven Jahre“, Galerie Bernd Dürr, 17. März bis 29. April 1994, Katalog
- 1995 – Nürnberg: Beteiligung an der Ausstellung „Stunde Null – Kunst nach ’45“, Galerie B. Dürr, Hallplatz 2, 11. August bis 16. September 1995
- 1996 – Istanbul: Beteiligung an der Ausstellung „Alman Karikatürü Sergisi“ im „Karikatür Müzesi“, 4. bis 30. April 1996, 9 Exponate
- 1999/2000 – München: Beteiligung an der Ausstellung „Verfehmt! Verboten! Vergessen?“, Galerie B. Dürr, 3. Dezember 1999 bis 3. März 2000, 2 Exponate
- 2001 – Zwickau: Beteiligung an der Ausstellung „Deutsche Graphik der zwanziger Jahre, Sammlung Gruber“ in der „Galerie am Domhof“, 14. Januar bis 4. März 2001, 1 Exponat
- 2002 – München: Beteiligung an der Ausstellung „Open Art – Open Mind: Mein erstes Bild“, Rathausgalerie, 10. bis 20. September 2002, 1 Exponat
- 2010 – München: Beteiligung an der Ausstellung „Die verschollene Generation – eine Auswahl“, Galerie Bernd Dürr, 10. September bis 17. Oktober 2010, 3 Exponate
- 2013 – Ingelheim am Rhein: Retrospektive Franz Joseph Esser (1891–1964), Rathausgalerie im Neuen Rathaus, 4. Februar bis 1. März 2013, 78 Exponate[20]